# Ophiopogon motouensis
Ophiopogon motouensis är en sparrisväxtart som beskrevs av Sing Chi Chen. Ophiopogon motouensis ingår i släktet Ophiopogon och familjen sparrisväxter. Inga underarter finns listade i Catalogue of Life.